# État défini
En thermodynamique on appelle état défini d'un système, un état caractérisé par un petit nombre de paramètres pertinents ou coordonnées thermodynamiques. Par exemple, une mole de gaz prise à l'équilibre dans les conditions normales de température et de pression est dans un état défini. Un état d'équilibre d'un système simple est toujours un état défini, tandis que la réciproque est fausse. Un oscillateur constitué par une masse suspendue à un ressort évolue adiabatiquement, la longueur, la température du ressort sont définis à tout instant, mais le système n'est pas en équilibre dans le champ de pesanteur. Un système dans un état défini peut être représenté par un point figuratif dans un diagramme d'état.